# Wajiha Jendoubi
Wajiha Jendoubi (arabe : وجيهة الجندوبي), née en 1960,, est une actrice tunisienne.

## Biographie
Originaire de Kairouan, Wajiha Jendoubi termine ses études théâtrales en 1995. Remarquée par des réalisateurs tunisiens, elle apparaît dans plusieurs feuilletons télévisés comme Mnamet Aroussia, Ikhwa wa Zaman et Aoudat Al Minyar et des films comme El Jaida.
Elle s'oriente également vers le one-woman-show avec le spectacle Madame Kenza en 2010,.
En 2015, elle est désignée avec Myriam Belkadhi et Emna Louzyr comme représentante de la Tunisie dans le cadre des activités de la Convention sur l'élimination de toutes les formes de discrimination à l'égard des femmes.
Elle est mariée et mère de deux enfants. Son époux Mehdi s'occupe du son et de la lumière lors de ses spectacles.

## Filmographie

### Cinéma
- 2000 : La Saison des hommes de Moufida Tlatli : Salwa
- 2001 : Fatma de Khaled Ghorbal
- 2010 : Linge sale (court métrage) de Malik Amara : Jamila[8]
- 2016 : Parfum de printemps de Férid Boughedir
- 2017 : El Jaida de Salma Baccar : Bahja
- 2019 : Porto Farina d'Ibrahim Letaïef : Monia

### Télévision

#### Séries
- 1998 : Îchqa wa Hkayet de Slaheddine Essid : Chrifa
- 2000 : Mnamet Aroussia de Slaheddine Essid : Lilia Thabti-Chared
- 2002 : Gamret Sidi Mahrous de Slaheddine Essid : Sabiha Souilah
- 2003 : Ikhwa wa Zaman de Hamadi Arafa : Souad
- 2004 : Loutil de Slaheddine Essid : Dorra
- 2005 : Aoudat Al Minyar de Habib Mselmani : Rakia
- 2009 : Aqfas Bila Touyour (ar) d'Ezzeddine Harbaoui
- 2010 : Garage Lekrik de Ridha Béhi
- 2012 : Dipanini de Hatem Bel Hadj
- 2013 : Yawmiyat Imraa de Khalida Chibeni : Dalia
- 2015 : Naouret El Hawa (saison 2) de Madih Belaïd : Safia
- 2016 :
  - Nsibti Laaziza (saison 6) de Slaheddine Essid et Younes Ferhi : Rafika
  - Le Président de Jamil Najjar : Salsabil
  - Bolice 2.0 de Majdi Smiri
- 2017 :
  - Dawama de Naïm Ben Rhouma, Mohamed Ali Mihoub et Abdelmonem Hwass : Zeïneb Kadri
  - La Coiffeuse (ar) de Zied Litayem
  - Flashback (saison 2) de Mourad Ben Cheikh
- 2019 :
  - El Maestro de Lassaad Oueslati
  - Ali Chouerreb (saison 2) de Madih Belaïd et Rabii Tekali : Mme Abid
- 2020 : La Couturière de Zied Litayem
- 2021-2022 : Harga (ar) de Lassaad Oueslati : Naâma
- 2025 :
  - Arrière El Goddem de Bassem Hamraoui : Fatma
  - Oued El Bey de Raouia Marmouch[9]

#### Doublage
- 2009-2013 : Tunis 2050 de Sami Faour : Aziza (voix)

## Théâtre
- 2007 : Paroles amères, texte de Dhafer Néji et mise en scène de Chedly Arfaoui
- 2008 : Madame Kenza, texte et mise en scène de Moncef Dhouib
- 2013 : Ifcha, mon amour, texte et mise en scène de Chedly Arfaoui et Wajiha Jendoubi[10]
- 2019 : Big Bossa[11], texte et mise en scène de Wajiha Jendoubi

## Distinctions
- Officier de l'Ordre de la République tunisienne[12].